# Scobicia chevrieri
Scobicia chevrieri is een keversoort uit de familie boorkevers (Bostrichidae). De wetenschappelijke naam van de soort is voor het eerst geldig gepubliceerd in 1835 door Villa & Villa.